# Станово (Нововоскресенское сельское поселение)
Станово — деревня в Лухском районе Ивановской области. Входит в состав Порздневского сельского поселения[уточнить].

## География
Находится в восточной части Ивановской области на расстоянии приблизительно 15 км на восток-северо-восток по прямой от районного центра поселка Лух на левом берегу речки Порздня.

## История
В 1872 году здесь (тогда деревня в составе Юрьевецкого уезда Костромской губернии) было учтено 15 дворов, в 1907 году — 38.

## Население
Постоянное население составляло 70 человек (1872 год), 139 (1897), 196 (1907), 12 в 2002 году (русские 100 %), 13 в 2010 году.